# Marko Banić
Marko Banić (Zadar, Croacia, 31 de agosto de 1984) es un exjugador croata de baloncesto. Juega de ala-pívot en el Cedevita Zagreb.

## Trayectoria
Banic se formó en las categorías inferiores del KK Zadar de Croacia. Llegó al primer equipo en 2001 para disputar la A1 Liga. La temporada siguiente ya disputó tanto la liga croata como la Liga del Adriático, y participó en el All-Star de la Liga de Croacia en 2005. Llegó a la ACB en 2005 al ser contratado por el Akasvayu Girona, aunque fue cedido al Club Basket Bilbao Berri tanto la temporada 2005-06 como la 2006-07, para ser contratado en propiedad la temporada 2007-08. 
En la temporada 2010-2011 realiza un gran año en el Bizkaia Bilbao Basket disputando la final de la Liga ACB por primera vez en la historia de la entidad vizcaína, eliminando en el Play-off a grandes equipos como el Real Madrid y el Power Electronics Valencia. Alcanzan finalmente el subcampeonato tras perder la final con el Regal FC Barcelona.En la temporada 2012 fichó por el Unics Kazán ruso donde las lesiones truncaron prácticamente toda la temporada.
En la temporada 2013 retorna a la liga ACB y recala en Estudiantes, donde afronta una aventura de la mano del técnico Txus Vidorreta con quien coincidió en su etapa de Bilbao. 
En septiembre de 2014 dejó Estudiantes para ir al Alba Berlín, temporada donde fue de menos a más, acabó siendo el máximo anotador en varios partidos de final de temporada y siempre destacó por su entrega. Al acabar la temporada, no habiendo conseguido el objetivo de clasificarse para la Euroliga 2015/16, ficha por el Unics Kazán ruso.

## Selección nacional
Ha sido internacional con la Selección de baloncesto de Croacia. Con la selección junior ganó la medalla de oro en el Campeonato Europeo de Baloncesto de 2002 celebrado en Stuttgart (Alemania).
Con su selección participó en Campeonato Europeo de Baloncesto Masculino de 2007 de España y en los Juegos Olímpicos de Pekín 2008, llegando en ambos torneos a cuartos de final.

## Afición
Marko Banic cuenta con su propia peña en Bilbao. Se llama "La Piña Marko Banic" y fue creada en abril de 2008 por seguidores del Bilbao Basket.

## Palmarés
- Temporada 2000/01: Campeonato de Croacia junior. Campeón. KK Zadar
- Temporada 2001/02: A1 Liga. Campeón. KK Zadar
- Temporada 2002/03: Liga del Adriático. Krešimir Ćosić Cup. Campeón. KK Zadar
- Temporada 2004/05: A1 Liga. Krešimir Ćosić Cup. Campeón. KK Zadar
- Temporada 2006/07: Supercopa de España de Baloncesto 2007. Subcampeón. Iurbentia Bilbao Basket
- Temporada 2010/11: Liga ACB 2010-2011. Subcampeón. Bizkaia Bilbao Basket

## Distinciones individuales
- MVP en los Dallas Global Games sub-21 (Selección de Croacia).
- 2008-2009 / 2009-2010 Miembro del Quinteto ideal de la Eurocup (Bilbao Basket).
- 2009-10. Jugador de la Jornada 11 en la Liga ACB (Bilbao Basket).
- 2009-10. MVP de la Eurocup (Bilbao Basket).
- Mejor quinteto de la Eurocup (2009)